# Jerry Rawlings
Jerry John Rawlings (Accra, 22 giugno 1947 – Accra, 12 novembre 2020) è stato un militare e politico ghanese.

## Biografia
Con due colpi di Stato, fu Presidente prima dell'Armed Forces Revolutionary Council del Ghana dal giugno al settembre 1979 e poi del Consiglio Provvisorio di Difesa Nazionale dal 1981 al 1993, in entrambi i casi diventando capo di Stato de facto del Paese. Guidò il Ghana durante il periodo di transizione che avrebbe condotto al ripristino delle istituzioni democratiche e alla nascita della Quarta Repubblica; quindi, dopo aver contribuito alla fondazione del Congresso Democratico Nazionale, si candidò alle elezioni presidenziali del 1992 e venne eletto Presidente con il 58% dei voti, sconfiggendo il candidato sostenuto dal Nuovo Partito Patriottico, Albert Adu Boahen.
Rawlings si confermò Presidente in occasione delle elezioni presidenziali del 1996, quando ottenne il 57% contro il 39% di John Kufuor (che nel 2000 sarebbe stato eletto Presidente).
È morto il 12 novembre 2020 all'età di 73 anni, per complicazioni da Covid-19.